# Jean Hilaire Asté
Jean Hilaire Asté, även känd som Halary eller Antoine-Halary, musikprofessor och instrumentmakare i Paris.
Han konstruerade blåsinstrumentet Ofikleid som en förbättring av serpenten. Han fick patent på instrumentet den 19 juli 1817. På den instrumentmakarfirma som han grundade 1804, skapades runt 1850 den särskilda Halari-kornetten.